# 康斯坦迪諾斯·馬克里迪斯
康斯坦迪諾斯·馬克里迪斯（希臘語：Κωνσταντίνος Μακρίδης；1982年1月13日—）是一位塞浦路斯足球運動員。在場上的位置是攻擊型中場。他現在效力於烏克蘭足球超級聯賽球隊頓涅茨克冶金工人足球俱樂部。他也代表塞浦路斯國家足球隊參賽。